# Лентија (Месина)
Лентија је насеље у Италији у округу Месина, региону Сицилија.
Према процени из 2011. у насељу је живело 2 становника. Насеље се налази на надморској висини од 152 м.